# Mariam Mamadaszwili
Mariam Mamadaszwili (gruz. მარიამ მამადაშვილი, ur. 16 listopada 2005 w Tbilisi) – gruzińska piosenkarka. Zwyciężczyni 14. Konkurs Piosenki Eurowizji Junior (2016).

## Życiorys
W wieku sześciu lat rozpoczęła naukę w Bzikebistudio w Gruzji. W 2015 wyjechała z rodziną do Connecticut w Stanów Zjednoczonych, gdzie podjęła naukę w Broadway Method Academy.
20 listopada 2016, reprezentując Gruzję z utworem „Mzeo”, zwyciężyła w finale 14. Konkursi Piosenki Eurowizji Junior. W listopadzie 2017 zaśpiewała jako gość muzyczny na otwarcie 15. Konkursu Piosenki Eurowizji Junior w Tbilisi. W 2018 zwyciężyła w programie Knicks Talent Search. W 2020 poinformowano, że dołączyła do obsady serialu Spisek przeciwko Ameryce. W 2022 wystąpiła gościnnie w finale 20. Konkursu Piosenki Eurowizji Junior.

## Dyskografia

### Single
| Rok  | Tytuł             |
| ---- | ----------------- |
| 2014 | „The Butterfly”   |
| 2016 | „Mzeo”            |
| 2017 | „Circles”         |
| 2022 | „This Is Our Day” |